# Gilboa (Ohio)
Gilboa es una villa ubicada en el condado de Putnam en el estado estadounidense de Ohio. En el Censo de 2010 tenía una población de 184 habitantes y una densidad poblacional de 476,8 personas por km².

## Geografía
Gilboa se encuentra ubicada en las coordenadas 41°1′8″N 83°55′18″O / 41.01889, -83.92167. Según la Oficina del Censo de los Estados Unidos, Gilboa tiene una superficie total de 0.39 km², de la cual 0.39 km² corresponden a tierra firme y (0%) 0 km² es agua.

## Demografía
Según el censo de 2010, había 184 personas residiendo en Gilboa. La densidad de población era de 476,8 hab./km². De los 184 habitantes, Gilboa estaba compuesto por el 94.57% blancos, el 0% eran afroamericanos, el 0% eran amerindios, el 0.54% eran asiáticos, el 0% eran isleños del Pacífico, el 3.8% eran de otras razas y el 1.09% pertenecían a dos o más razas. Del total de la población el 9.24% eran hispanos o latinos de cualquier raza.